# Linhares (microregio)
Linhares is een van de 13 microregio's van de Braziliaanse deelstaat Espírito Santo. Zij ligt in de mesoregio Litoral Norte Espírito-Santense en grenst aan de Atlantische Oceaan in het oosten, de mesoregio's Central Espírito-Santense in het zuiden en zuidwesten en Noroeste Espírito-Santense in het westen en de microregio São Mateus in het noorden. De microregio heeft een oppervlakte van ca. 6929 km². Midden 2004 werd het inwoneraantal geschat op 269.079.
Zeven gemeenten behoren tot deze microregio:
- Aracruz
- Fundão
- Ibiraçu
- João Neiva
- Linhares
- Rio Bananal
- Sooretama

Mesoregio's: Central Espírito-Santense · Litoral Norte Espírito-Santense · Noroeste Espírito-Santense · Sul Espírito-Santense

Microregio's: Afonso Cláudio · Alegre · Barra de São Francisco · Cachoeiro de Itapemirim · Colatina · Guarapari · Itapemirim · Linhares · Montanha · Nova Venécia · Santa Teresa · São Mateus · Vitória